# 赫略哈薩山
13°34′30″S 72°55′06″W / 13.57500°S 72.91833°W

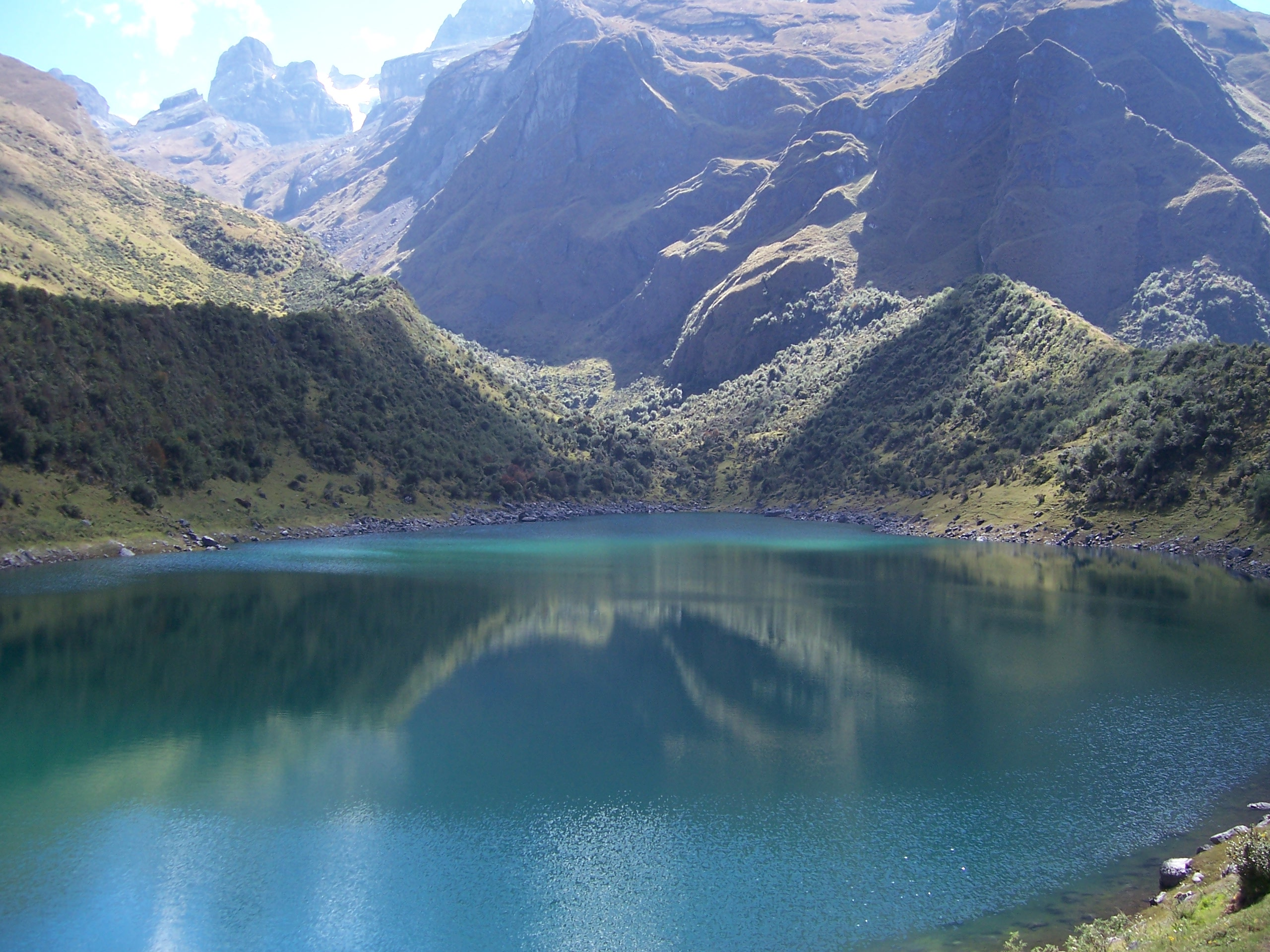

赫略哈薩山（Q'illu Q'asa），是秘魯的山峰，位於該國南部阿普里馬克大區，由阿班凱區和坦布爾科區負責管轄，屬於安地斯山脈的一部分，海拔高度5,000米。